# Memòria ROM

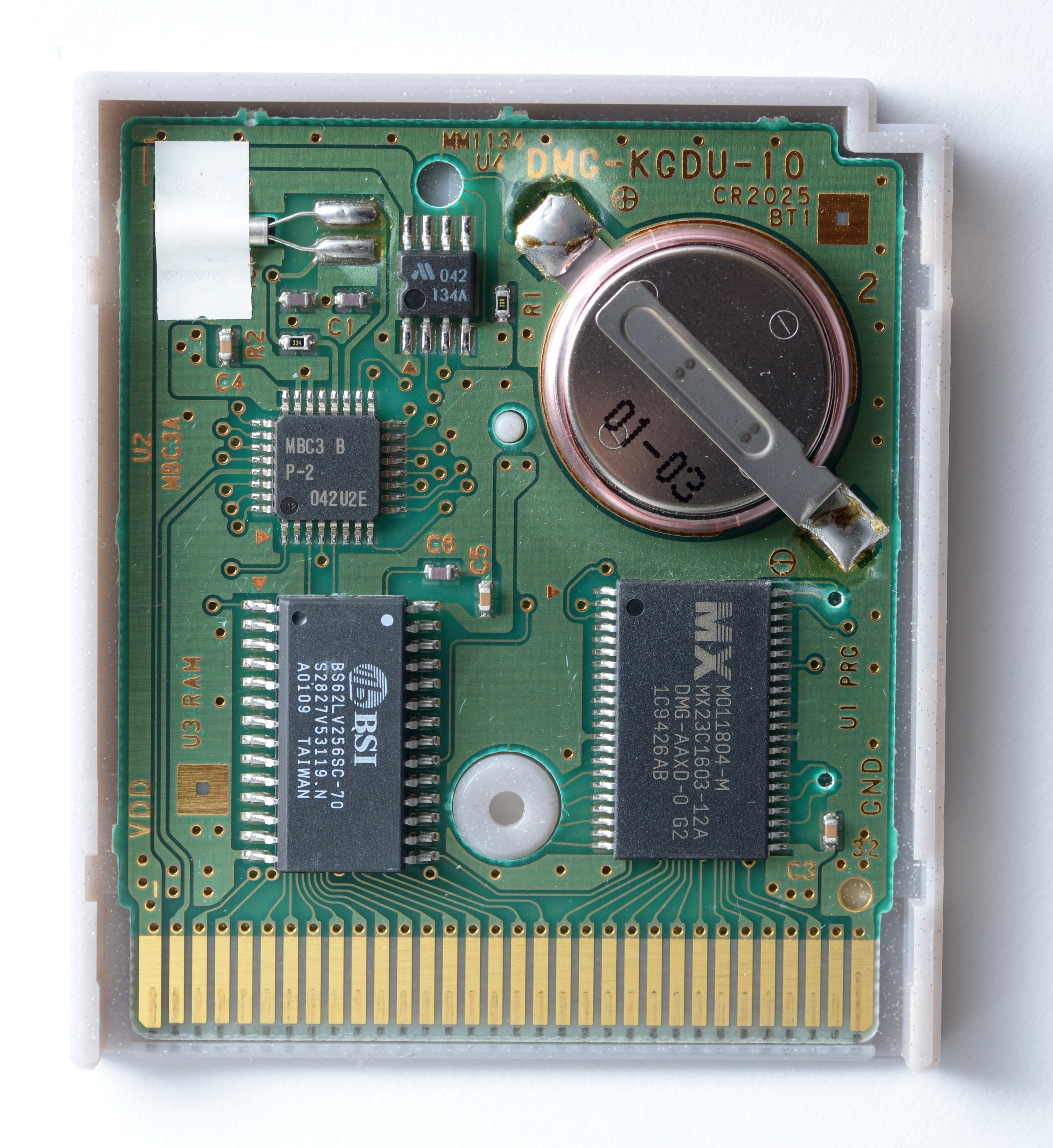
Interior del cartutx del joc Pokémon Argent per a la consola portàtil Game Boy. La memòria morta és al xip etiquetada com «MX23C1603-12A», a baix a la dreta.

Memòria solament de lectura o memòria morta, de l'anglès ROM, acrònim de read only memory, és un tipus de memòria electrònica permanent que conté informació i fitxers, les quals no són accessibles ni poden ser modificades per l'usuari en la seva fase normal de funcionament.
Les dades emmagatzemades a la memòria morta no es poden modificar, o almenys no de manera ràpida o fàcil. S'utilitza principalment en el sentit més estricte, es refereix només a màscara ROM — en anglès, MROM — (el més antic tipus d'estat sòlid de memòria només de lectura), que es fabrica amb les dades emmagatzemades de forma permanent i, per tant, el seu contingut no pot ser modificat de cap manera. No obstant això, les ROM més modernes, com EPROM i Memòria flaix (EEPROM), efectivament es poden esborrar i tornar a programar diverses vegades, tot i ser descrits com «memòria només de lectura» (ROM). La raó que és les continuï anomenant així és que el procés de reprogramació en general és poc freqüent, relativament lent i, sovint, no es permet l'escriptura en llocs aleatoris de la memòria. Tot i la simplicitat de la ROM, els dispositius reprogramables són més flexibles i econòmics, per això les antigues màscares ROM no se solen trobar en maquinari produït a partir de 2007.

## Història
El tipus més simple de memòria morta d'estat sòlid és tan antiga com la mateixa tecnologia de semiconductors. Portes lògiques combinacionals es poden unir manualment per mapejar entrades d'adreça de n bits en valors arbitraris de sortida de dades de m bits (com una Lookup table). Amb la invenció del circuit integrat va aparèixer la mascara ROM. La màscara ROM està formada per una quadrícula de línies de paraules (direcció d'entrada) i línies de bits (dades de sortida), es van unir de manera selectiva juntament amb interruptors de transistors, que poden representar una look-up table arbitrària amb una disposició física regular i retard de propagació predictible.
En màscara ROM, les dades es codifiquen físicament en el circuit, de manera que només es pot programar durant la fabricació. Això condueix a una sèrie de desavantatges greus:
1. Només és econòmic comprar màscares ROM en grans quantitats, ja que els usuaris han de contractar una fosa per produir un disseny personalitzat.
2. El temps que es triga entre completar el disseny per a una màscara ROM i la recepció del producte acaba sent llarg, per la mateixa raó.
3. La màscara ROM és poc pràctica per al treball de recerca i desenvolupament, ja que els dissenyadors necessiten amb freqüència modificar el contingut de la memòria, per a perfeccionar el disseny.
4. Si un producte s'envia amb una màscara ROM defectuosa, l'única manera de solucionar-ho és retirar-lo i tornar-li a posar físicament la ROM en cada una de les unitats enviades.

Desenvolupaments posteriors han abordat aquestes deficiències. PROM, inventat el 1956, va permetre als usuaris programar el seu contingut exactament un cop en modificar físicament la seva estructura amb l'aplicació de polsos d'alt voltatge. Això abordava els problemes 1 i 2 anteriors, ja que una empresa pot simplement demanar un gran lot de xips de PROM nous i programar-los amb el contingut desitjat segons la conveniència dels seus dissenyadors. La invenció del EPROM el 1971 essencialment resolia el problema 3, ja que EPROM (a diferència de PROM) es pot restablir en repetides ocasions al seu estat no programat mitjançant l'exposició a una forta llum ultraviolada. EEPROM, inventat el 1983, va tenir èxit en la resolució del problema 4, ja que una EEPROM es pot programar en el lloc si el dispositiu que conté proporciona un mitjà per rebre els continguts del programa d'una font externa (per exemple, un ordinador personal a través d'un cable sèrie. La memòria flaix, inventada a Toshiba a mitjans dels anys 1980, i comercialitzada a principi dels 1990, és una forma d'EEPROM que fa un ús molt eficient de l'àrea de xip i es pot esborrar i reprogramar milers de vegades sense patir danys.
Totes aquestes tecnologies van millorar la flexibilitat de ROM, però amb un significatiu cost per xip, de manera que en grans quantitats la màscara ROM seguiria sent una opció econòmica per a molts anys. El cost decreixent dels dispositius reprogramables gairebé havia eliminat el mercat per a la màscara ROM cap a l'any 2000. Tecnologies desgravables es van concebre com a substituts de la màscara ROM.
El desenvolupament més recent és flaix NAND, també inventat a Toshiba. Els seus dissenyadors van trencar explícitament amb la pràctica anterior, indicant clarament que «l'objectiu de NAND flaix és reemplaçar els discos durs», en lloc de la utilització tradicional de la ROM com una forma d'emmagatzematge primari no volàtil. A partir de 2007, NAND ha aconseguit parcialment aquest objectiu oferint rendiment comparable als discs durs, una major tolerància de xoc físic, la miniaturització extrema (en forma d'unitats flaix USB i diminutes targetes de memòria micro SD, per exemple), i el consum d'energia molt menor.
Ús per emmagatzemar programes
Cada ordinador de programa emmagatzemat pot utilitzar una forma d'emmagatzematge no volàtil (és a dir, d'emmagatzematge que conserva les seves dades quan es desconnecta l'alimentació) per emmagatzemar el programa inicial que s'executa quan l'ordinador està encès o no comença l'execució (un procés conegut com a bootstrapping, sovint abreujat com «arrencada» o «arrencar»). De la mateixa manera, tots els ordinadors no trivials necessiten algun tipus de memòria mutable per registrar els canvis en el seu estat segons s'executa.
Es van emprar les formes de memòria de només lectura com emmagatzematge no volàtil per als programes en els ordinadors més primerenques de programa emmagatzemat, com ENIAC després de 1948. (Fins llavors no era un ordinador de programa emmagatzemat, ja que cada programa havia de ser connectat manualment en la màquina, cosa que podia durar dies o setmanes.) La memòria de només lectura era més senzilla d'implementar, ja que només necessitava un mecanisme per llegir els valors emmagatzemats, i no canviar-les en el lloc i, per tant, podia ser implementada amb dispositius electromecànics molt ordinaris (veure exemples històrics més endavant). Amb l'adveniment dels circuits integrats en la dècada dels 1960, tots dos ROM i la seva contrapart mutable RAM estàtica es van dur a terme com a matrius de transistors en xips de silici; però, una cel·la de memòria ROM podia ser implementada usant un menor nombre de transistors que una cel·la de memòria SRAM, ja que aquest últim necessita un latch (que comprèn 5-20 transistors) per retenir el seu contingut, mentre que una cèl·lula ROM podria consistir en l'absència (0 lògic) o presència (1 lògic) d'un transistor connectant una línia de bits a una línia de paraula. En conseqüència, la ROM podria ser implementada amb menys cost per bit que la RAM durant molts anys.
La majoria dels ordinadors personals de la dècada dels 1980 guardaven un intèrpret de BASIC o el sistema operatiu a la memòria ROM mentre que altres formes d'emmagatzematge no volàtil, com unitats de disc magnètiques eren massa costosos. Per exemple, el Commodore 64 que incloïa 64 KB de RAM i 20 KB de ROM contenia un intèrpret de BASIC i el KERNAL del seu sistema operatiu. Més tard, els equips domèstics o d'oficina, com l'IBM PC XT sovint inclouen unitats de disc magnètiques, i majors quantitats de RAM, el que els permet carregar els seus sistemes operatius des del disc a la memòria RAM, amb només un nucli d'inicialització de maquinari mínim i gestor d'arrencada que queda a la memòria ROM (conegut com la BIOS en els ordinadors compatibles amb IBM). Aquesta disposició permetia un sistema operatiu més complex i es pot actualitzar fàcilment.
Als ordinadors personals moderns, ROM (o flaix) s'utilitza per emmagatzemar el microprograma d'arrancada bàsic per al processador principal, així com els diversos microprogramaris necessaris per controlar internament dispositius autònoms com targetes gràfiques, discs durs, unitats de DVD, pantalles TFT, etc., en el sistema. Avui en dia, moltes d'aquestes memòries «només de lectura» - especialment la BIOS - sovint se substitueixen amb la memòria flaix (vegeu més endavant), per permetre la reprogramació en el lloc en cas de necessitat d'una actualització de micropgramari. No obstant això, els subsistemes simples i madurs (com el teclat o alguns controladors de comunicació en els circuits integrats a la placa base, per exemple) poden màscara ROM o OTP (programable un sol cop).
La ROM i tecnologies successores com ara flaix són freqüents en sistemes encastats. Aquestes estan en tot, des de robots industrials fins a electrodomèstics i electrònica de consum (reproductors de MP3, set-top boxes, etc.) tots els quals estan dissenyats per a funcions específiques, però es basen en microprocessadors de propòsit general. Amb el programari en general estretament acoblat al maquinari, els canvis de programa poques vegades són necessaris en aquests dispositius (que normalment no tenen discs durs per raons de cost, mida, o consum d'energia). A partir de 2008, la majoria dels productes utilitzen Flaix en lloc de la màscara ROM, i molts presenten alguns mitjans per connectar a un PC per actualitzacions del microprogramari (firmware); per exemple, un reproductor d'àudio digital pot ser actualitzat per donar suport a un nou format d'arxiu. Alguns aficionats han aprofitat aquesta flexibilitat per reprogramar els productes de consum per a nous propòsits; per exemple, els projectes iPodLinux i OpenWrt han permès als usuaris executar distribucions multi-funcions de Linux en els seus reproductors de MP3 i els encaminadors sense fils, respectivament.
ROM també és útil per a l'emmagatzematge binari de dades criptogràfics, ja que els fa difícils de reemplaçari això pot ser desitjable per tal de millorar la seguretat de la informació.
Ús per emmagatzemar dades
Atès que la ROM (almenys en forma de màscara cablejada) no pot ser modificada, realment només és adequat per a l'emmagatzematge de dades que no s'espera que necessitin cap modificació durant la vida del dispositiu.Per a això, la ROM s'ha utilitzat en molts ordinadors per emmagatzemar taules de consulta per a l'avaluació de funcions matemàtiques i lògiques (per exemple, una unitat de punt flotant podria tabular la funció si a fi de facilitar un càlcul més ràpid). Això va ser especialment eficaç quan els CPU eren lents i la ROM era barata en comparació amb la RAM.
Cal destacar que els adaptadors de pantalla dels ordinadors personals primerencs emmagatzemen taules de caràcters de la font en mapes de bits a la ROM. Això generalment significava que la font de la pantalla de text no es podia canviar de forma interactiva. Aquest va ser el cas de tots dos adaptadors, tant el CGA com el MDA, disponibles amb l'IBM PC XT.
L'ús de ROM per emmagatzemar tals petites quantitats de dades ha desaparegut gairebé del tot en els ordinadors de propòsit general moderns. No obstant això, Flaix ROM ha agafat un nou paper com a mitjà d'emmagatzematge massiu o emmagatzematge secundari d'arxius.

## Tipus
Basat en semiconductors
Els xips de la màscara programada ROM clàssica són circuits integrats que codifiquen físicament les dades a emmagatzemar i, per tant, és impossible canviar el seu contingut després de la fabricació. Altres tipus de memòria d'estat sòlid no volàtil permeten algun grau de modificació:
- La Memòria només de lectura programable (PROM), o la ROM programable una sola vegada (OTP), poden ser escrites o programades a través d'un dispositiu especial anomenat un programador PROM. Normalment, aquest dispositiu utilitza alt voltatge per destruir o crear permanentment enllaços interns (fusibles o antifusibles) dins del xip. En conseqüència, una PROM només pot programar-se una vegada.
- La programable i esborrable memòria de només lectura (EPROM) pot ser esborrada per l'exposició a una forta llum ultraviolada (en general durant 10 minuts o més), a continuació, reescrita amb un procés que necessita de nou, un voltatge més alt que l'habitual aplicat. L'exposició repetida a la llum UV desgastarà eventualment una EPROM, però la resistència de la majoria dels xips EPROM excedeix 1.000 cicles d'esborrat i reprogramació. Paquets de xips EPROM sovint poden ser identificats pel quars «finestra» prominent que permet entrar la llum UV. Després de la programació, la finestra es cobreix normalment amb una etiqueta per evitar l'esborrat accidental. Alguns xips EPROM s'esborren de fàbrica abans de ser empaquetats, i no inclouen cap finestra; aquests són efectivament PROM.
- La memòria de només lectura programable i esborrable elèctricament (EEPROM) es basa en una estructura de semiconductor similar a la EPROM, però permet que tot el seu contingut (o bancs seleccionats) sigui esborrat elèctricament, a continuació, reescrit elèctricament, per la qual cosa no han de ser retirats de l'ordinador (o una càmera, reproductor MP3, etc.). Escriure («flaixejar») una EEPROM és molt més lent (mil·lisegons per bit) que llegir d'una ROM o escriure a una RAM (nanosegons en els dos casos).
  - La memòria de només lectura elèctricament alterable (EAROM) és un tipus d'EEPROM que es pot modificar un bit cada vegada. L'escriptura és un procés molt lent i necessita de nou un voltatge més alt (generalment al voltant de 12 V) del que s'utilitza per a l'accés de lectura. EAROMs estan destinats per a aplicacions que requereixen reescriptura poc freqüent i només parcial. EAROM pot ser utilitzat com emmagatzematge no volàtil per obtenir informació de configuració del sistema crític; en moltes aplicacions, EAROM ha estat suplantada per la RAM CMOS subministrada per la xarxa elèctrica i recolzada amb una bateria de liti.
  - La memòria flaix (o simplement flaix) és un tipus modern d'EEPROM inventat el 1984. La memòria flaix es pot esborrar i tornar a escriure més ràpidament que la EEPROM ordinària, i els nous dissenys compten amb molt alta resistència (superior a 1.000.000 de cicles). La Flaix NAND moderna fa ús eficient d'àrea de xip de silici, el que resulta en circuits integrats individuals amb una capacitat de fins a 32 GB a partir de 2007; aquesta característica, juntament amb la seva resistència i durabilitat física, ha permès la flaix NAND reemplaçar magnètic en algunes aplicacions (com les unitats flaix USB). La memòria flaix és de vegades anomenat flaix ROM o Flash EEPROM quan s'usa com un reemplaçament per als tipus de ROM vells, però no en aplicacions que aprofiten la seva capacitat de ser modificat ràpidament i amb freqüència. Mitjançant l'aplicació de protecció contra escriptura, alguns tipus de ROM reprogramables poden arribar a ser temporalment memòria de només lectura.

Altres tecnologies
Hi ha altres tipus de memòria no volàtil que no es basen en la tecnologia de xip integrat d'estat sòlid, incloent-hi:
- Mitjans d'emmagatzematge òptic, com el CD-ROM que és de només lectura (anàleg a la ROM emmascarada).CD-R és Escriure un Cop Llegir molts (anàleg al PROM), mentre que CD-RW permet cicles d'esborrar-reescriure (anàlegs a l'EEPROM); tots dos estan dissenyats per a compatibilitat amb versions anteriors amb CD-ROM.

Exemples històrics
- La ROM de matriu de díode, que s'utilitzava en petites quantitats en moltes computadores en la dècada dels 1960, així com calculadores electròniques i codificadors de teclat per a terminals. Aquesta ROM va ser programat mitjançant la instal·lació de díodes semiconductors separats en llocs seleccionats entre una matriu de traces de línia de paraula i traces de línies de bits en una placa de circuit imprès.
- Resistència, condensador, o ROM de matriu transformadora, que s'utilitzava en molts ordinadors fins als 1970. Com la ROM de matriu de díode, es programava mitjançant la col·locació dels components en llocs seleccionats entre una matriu de línies de paraules i línies de bits. Les taules de funció d'ENIAC eren ROM de matriu de resistència, programada manualment ajustant interruptors giratoris. Diversos models de l'IBM System / 360 i els dispositius perifèrics complexos emmagatzemen el seu microcodi tant en condensador (anomenat BCROS per al condensador equilibrat d'emmagatzematge de només lectura al 360/50 i 360/65, o CCROS de condensador carregat d'emmagatzematge de només lectura al 360/30) o transformador de ROM de matriu (anomenat TROS per transformador d'emmagatzematge de només lectura al 360/20, 360/40 i altres).
- Corda Core, una forma de tecnologia de ROM de matriu transformador utilitzada quan la mida i el pes eren crucials. Això es va utilitzar als ordinadors de la NASA/MIT de l'astronau Apollo Ordinadors, ordinadors DEC PDP-8, i altres llocs. Aquest tipus de ROM va ser programada manualment entrellaçant «cables de línia de paraula» dins o fora dels nuclis transformadors de ferrita.
- Magatzems d'anell de Dimond, en els quals els cables estan roscats a través d'una seqüència d'anells de ferrita grans que funcionen només com a dispositius de detecció. Aquests es van utilitzar en les centrals telefòniques TXE.
- La màscara de caràcter metall perforada (« plantilla») en tubs de raigs catòdics Charactron, que es va utilitzar com a ROM per donar forma a un feix ample d'electrons per formar una forma caràcter seleccionat a la pantalla, sigui per a la visualització o un feix d'electrons escanejada per formar una forma de caràcter seleccionat com una superposició en un senyal de vídeo.

## Velocitat
Lectura
Encara que la velocitat relativa de la RAM vs ROM ha variat amb el temps, a partir de 2007 xips grans de RAM es poden llegir més ràpidament que la majoria de les ROM. Per aquesta raó (i per permetre l'accés uniforme), el contingut ROM és de vegades copiat a la RAM o ocultada abans del seu primer ús, i posteriorment llegida des de la RAM.
Escriptura
Pels tipus de ROM que es poden modificar elèctricament, la velocitat d'escriptura és sempre molt més lenta que la velocitat de lectura, i és possible que necessiti una inusualment alta tensió, el moviment del pont es connecta per aplicar senyals d'habilitar l'escriptura, i codis de comandament de bloqueig/desbloqueig especials. La NAND Flaix moderna arriba a les velocitats d'escriptura més altes de qualsevol tecnologia ROM regravable, amb velocitats de fins a 15 MB/s (o 70 ns/bits), en permetre (necessitat) que grans blocs de cel·les de memòria s'escriguin de manera simultània.

## Resistència i retenció de dades
A causa del fet que s'escriuen forçant electrons a través d'una capa d'aïllament elèctric sobre una porta de transistor flotant, les ROMs re-gravables poden suportar només un nombre limitat de cicles d'escriptura i esborrat abans que l'aïllament quedi danyat permanentment. En les primeres EAROMs, això podia ocórrer després de tan sols 1.000 cicles d'escriptura, mentre que en la flaix EEPROM moderna la resistència pot superar 1.000.000, però de cap manera és infinita. Aquesta resistència limitada, així com el cost més gran per bit, vol dir que l'emmagatzematge basat en flaix és poc probable que substitueixi completament les unitats de disc magnètic en el futur pròxim.
L'interval de temps durant el qual una ROM segueix sent llegible amb precisió no està limitada pels cicles d'escriptura. La retenció de dades d'EPROM, EAROM, EEPROM, i flaix i pot estar limitada per les pèrdues de càrrega de les portes flotants dels transistors de cel·la de memòria. Les fuites s'acceleren per les altes temperatures o la radiació. La ROM emmascarada i la PROM fusible/antifusible no pateix d'aquest efecte, ja que la seva retenció de dades depèn de la permanència física en lloc d'elèctrica del circuit integrat (tot i que el re-creixement del fusible va ser una vegada un problema en alguns sistemes).

## Imatges de contingut
Els continguts de xips de ROM en els cartutxos de consola de videojocs poden ser extrets amb dispositius de programari i maquinari especial. Els arxius de bolcat de memòria resultants es coneixen com a imatges ROM, i es poden utilitzar per produir cartutxos duplicats, o en emuladors de consola. El terme es va originar quan la majoria dels jocs de consola es van distribuir en cartutxos que contenien xips de ROM, però va aconseguir un ús tan generalitzat que encara s'aplica a les imatges dels jocs més nous distribuïts en CD-ROM o altres suports òptics.
Les imatges ROM de jocs comercials generalment contenen software amb drets d'autor. La còpia i distribució de software amb drets d'autor sense autorització és en general una violació de les lleis de drets d'autor (en algunes jurisdiccions, la duplicació de cartutxos ROM amb fins de còpia de seguretat es pot considerar un ús just). No obstant això, hi ha una pròspera comunitat dedicada a la distribució i comerç il·legal d'aquest tipus de programari i programari descatalogat. En aquests cercles, el terme «imatges ROM» de vegades s'escurça simplement per «ROM» o a vegades canviat a «romz» per posar en relleu la connexió amb «warez» .